# Margareta Thorgren
Eva Hjördis Margareta Thorgren, tidigare Jansson, född 13 juli 1963 i Frustuna-Kattnäs församling, Södermanlands län, är en svensk informationschef. Hon är sedan 2014 informationschef för Kungliga Hovstaterna.

## Biografi
Thorgren är uppvuxen i Kalmar och bosatt i Stockholm och Mellösa. Studier på Lunds universitet i medievetenskap samt Poppius journalistskola. Thorgren är Kungl. Hovstaternas informationschef sedan 2014 då hon ersatte Bertil Ternert. Dessförinnan arbetade hon som kommunikationsdirektör inom näringslivet, senast på Scandic Hotels och Scan. Hon har även varit kommunikatör på SEB och Trygg-Hansa, seniorkonsult på PR-fabriken (idag MS&L Nordic) och konsultchef på mediebyrån Message Plus samt drivit egna PR-byrån M-agera.

## Familj
Margareta Thorgren är sedan 1988 gift med Magnus Thorgren och tillsammans har paret fem barn varav snowboardåkaren Sven Thorgren är ett.

## Utmärkelser[3]
- Carl XVI Gustafs Jubileumsminnestecken IV med anledning av 50 år på tronen i guld (CXVIG:sJmtIV, 2023)
- Carl XVI Gustafs Jubileumsminnestecken III med anledning av Konung Carl XVI Gustafs 70-årsdag (CXVIG:sJmtIII, 2016)
- H. M. Konungens medalj i guld av 12:e storleken med Serafimerordens band (Kon:sGM12mserafb, 2020) för förtjänstfulla insatser som chef för Informationsavdelningen[11]